# Cynoponticus savanna
Cynoponticus savanna är en fiskart som först beskrevs av Edward Nathaniel Bancroft, 1831.  Cynoponticus savanna ingår i släktet Cynoponticus och familjen Muraenesocidae. Inga underarter finns listade i Catalogue of Life.